# Liste de tonneaux géants
 (août 2019).
 (24 juillet 2023).
 (juillet 2023).
Si vous disposez d'ouvrages ou d'articles de référence ou si vous connaissez des sites web de qualité traitant du thème abordé ici, merci de compléter l'article en donnant les références utiles à sa vérifiabilité et en les liant à la section « Notes et références ».

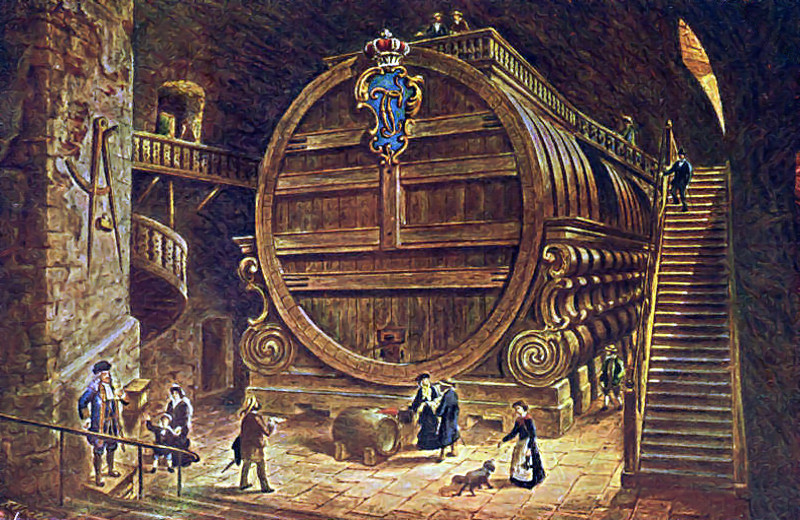
Tonneau de Heidelberg au XVIIe siècle

Les tonneaux géants sont des tonneaux en bois de grande taille, conçus à partir du XVIe siècle pour stocker le vin perçu par l'impôt.
Les tonneaux géants conservés dans d'anciens châteaux sont souvent ornés de sculptures en bas-reliefs.

## Les premiers tonneaux
Au musée Calvet d’Avignon se trouve sur un bas-relief, découvert à Cabrières-d’Aigues, la première représentation connue de tonneaux. La scène montre deux esclaves halant une barque dirigée par un nautonier, dans celle-ci deux barriques cerclées en bois et, positionnées au-dessus, quatre amphores à fond plat avec trois autres récipients ressemblant à des bonbonnes.
Il s’agit, très certainement, du reste d’un monument à la gloire d’un négociant spécialisé dans le trafic des vins du pagus aquensi sur la Durance.

## Les tonneaux de Heidelberg

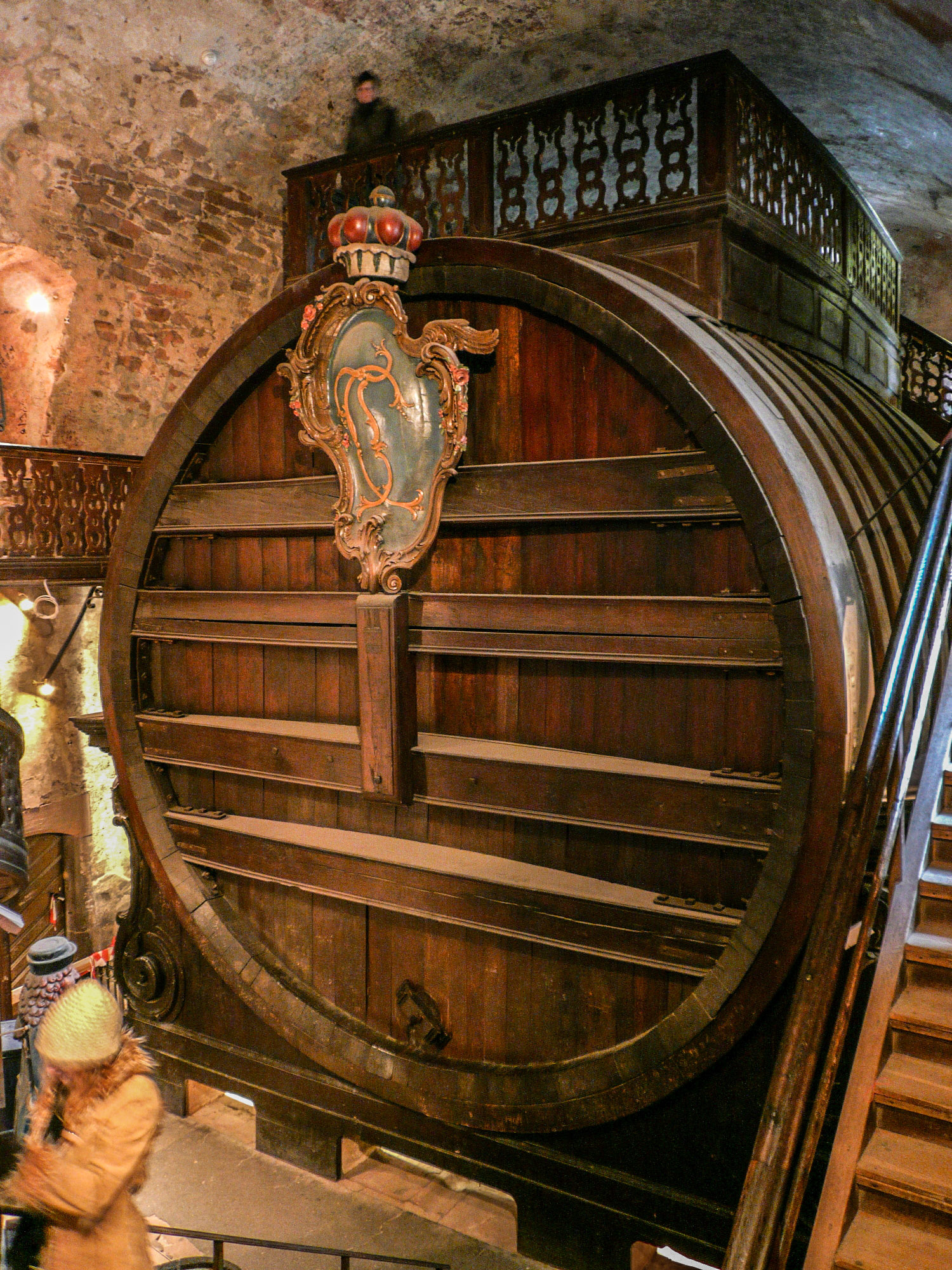
Le grand tonneau dans la cave du château de Heidelberg.

La visite du château de Heidelberg, dans le Bade-Wurtemberg, est célèbre pour ses caves, accessibles par une vaste cour ayant servi de place d’armes. Creusées sous un bâtiment qui a depuis disparu, elles abritent deux gigantesques tonneaux : le plus petit contient 3 000 litres, et le plus gros 228 000.
Un premier grand tonneau a été construit en 1591, avec une capacité de 127 000 litres, mais il a été détruit par le feu au cours de la guerre de Trente Ans.
Un nouveau tonneau a été achevé en 1664, d'une capacité de 195 000 L et doté d'une piste de danse. Après diverses réparations et aménagements en 1702, puis en 1724 et 1728, une reconstruction complète est achevée en 1751, sous le règne du Grand Électeur Charles Théodore de Bavière qui aurait payé la somme de 80 000 florins. Ce dernier tonneau n'a été empli que trois fois, et joue un rôle essentiellement touristique. Il était orné de sculptures de bois, aujourd’hui disparues, représentant l’apothéose de Bacchus. Son sommet reçut, dès le XVIIIe siècle, une plate-forme, où l’on pouvait boire, manger et danser ; elle était desservie par deux escaliers.
Chaque année, les châtelains buvaient un centième de leur contenu, que remplaçait une égale quantité de vin apporté par les vignerons du Rhin pour payer l'impôt seigneurial en nature. Pendant les guerres de l’Empire, les soldats de Napoléon auraient bu tout le contenu des tonneaux, et très courroucée, la cité wurtembergeoise réclama une indemnité après la bataille de Waterloo[réf. nécessaire].

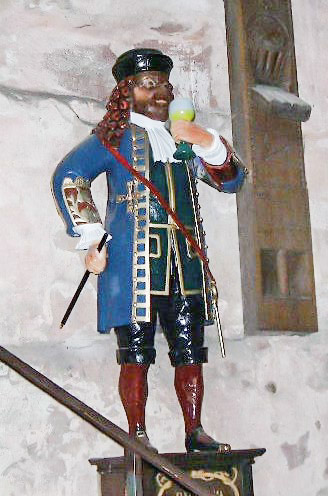
Le bouffon Perkéo, buvant ses dix-huit litres de vin par jour.

En face des tonneaux, contre la muraille, se trouve une statue de bois représentant un petit homme grotesque, le célèbre Perkéo, bouffon de la Cour. Une légende prétend qu'il buvait dix-huit litres de vin par jour, ne laissant qu’une consommation journalière de 2,27 litres à ses maîtres. L’horloge, auprès de cette statue, aurait été construite par le bouffon lui-même. Quand quelqu'un tire l’anneau suspendu au-dessous, le cadran se lève, et une queue de renard caresse le visage du curieux, tandis que retentit la sonnerie.

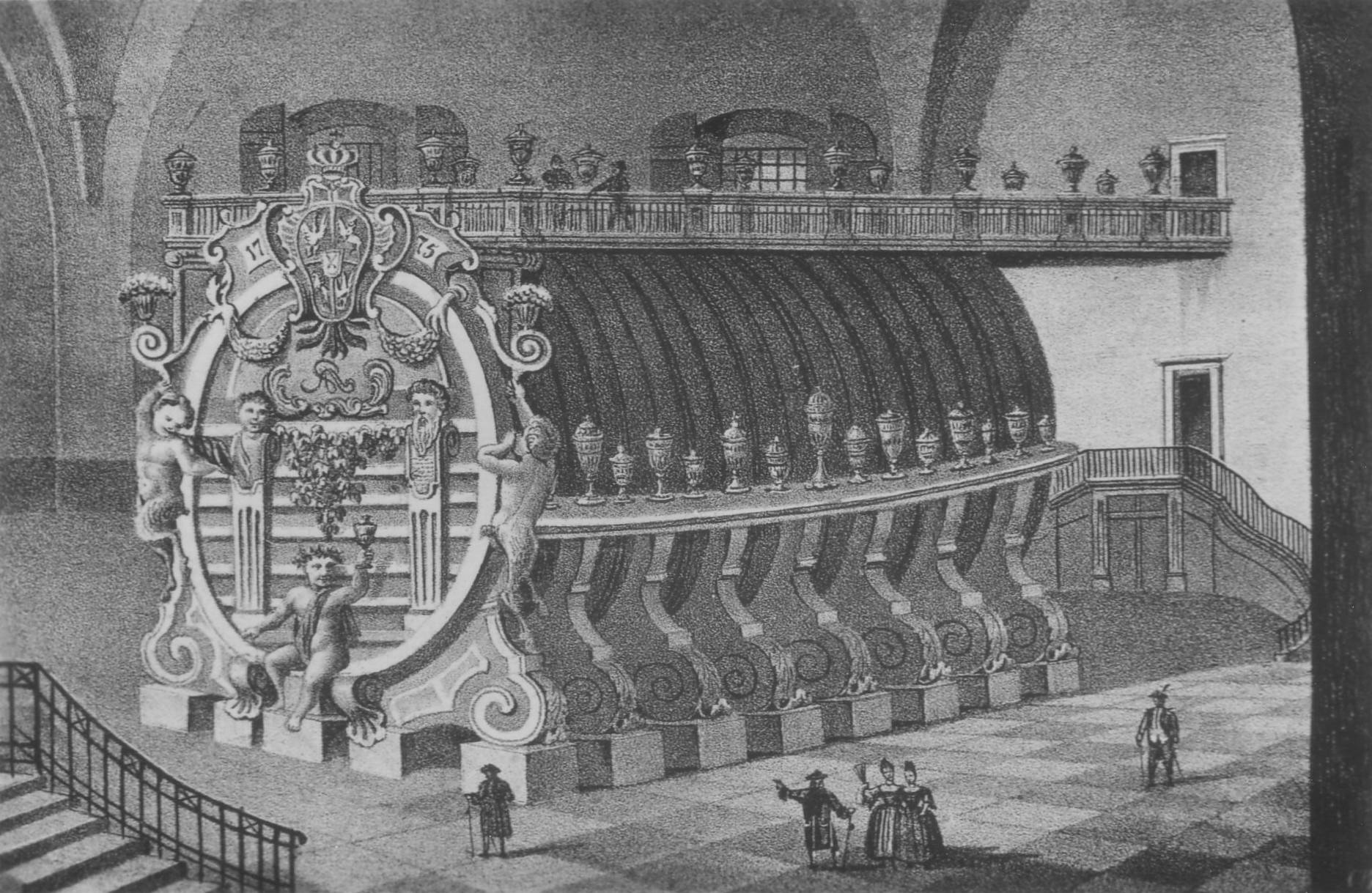
Tonneau de Königstein[réf. nécessaire].
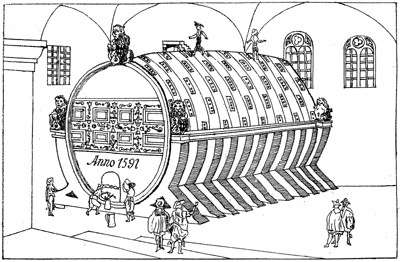
Le premier tonneau de Heidelberg, construit en 1591.

## Le tonneau de Ludwigsbourg
Malgré leur réputation, les tonneaux du château de Heidelberg, ne sont ni les plus grands, ni les plus beaux, ni les plus anciens. La palme revient au gigantesque foudre qui repose dans les caves du vieux château de Ludwigsbourg, sur les bords du Neckar, près de Stuttgart.
D’après les documents, soigneusement conservés dans la bibliothèque du château, il fut construit, en 1719, sur ordre du duc Eberhard-Louis, par son tonnelier J.W. Aekermann, et le sculpteur Kaspard Selfried fut chargé de l’ornementation. Cette réalisation exigea l’emploi de trente chênes, cinq hêtres et un poirier. Mais son coût de construction n’a pas excédé 1 108 florins et 43 kreutzers.
D’une capacité de 5 430 hectolitres, il était lui aussi réservé à la dîme seigneuriale, il fut rempli pour la dernière fois en 1847. Sa moindre renommée face à son rival wurtembergeois est sans doute dû à son emplacement sous une voûte basse et sombre, qui n’a jamais permis de faire sur son dos les festivités bachiques si chères aux visiteurs de Heidelberg.

## Le tonneau de Nagykanizsa
À l’exposition universelle de 1878, la Hongrie envoya, dans trois wagons, un énorme tonneau qui fut l’attraction de son stand. Il était l’œuvre de M. Gutmann, tonnelier à Nagykanizsa. Ce « petit » chef-d’œuvre d’une longueur de 5,50 m et d’un diamètre égal (à la bonde), avait nécessité des douelles de 20 cm d’épaisseur et pouvait contenir 1 000 hectolitres. Sa façade était ornée d’une scène de vendanges. Son prix de revient fut estimé, à l’époque, aux environs de 10 000 florins. Durant l’exposition, il fut ouvert au public et 160 personnes purent se tenir à l’aise à l’intérieur.[réf. nécessaire]

## Le foudre Mercier
En 1871, Eugène Mercier lance la construction d'un foudre de 160 000 litres et pour faire connaître son champagne, il va le déplacer jusqu'à Paris pour l'Exposition universelle où il arrive le 7 mai 1889. Il est aujourd'hui exposé au siège de la maison Mercier à Épernay.

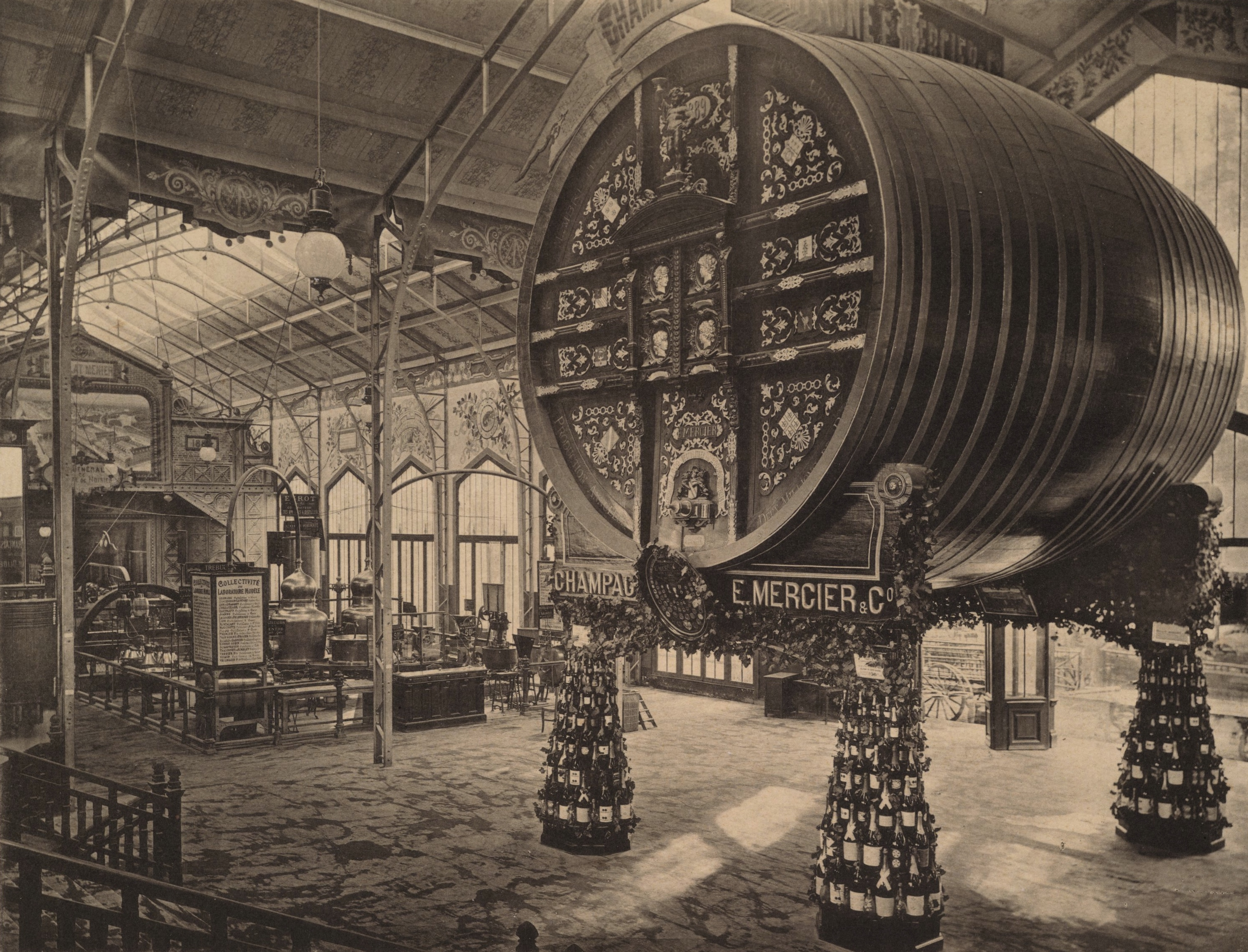
Pavillon des denrées alimentaires, Exposition universelle.
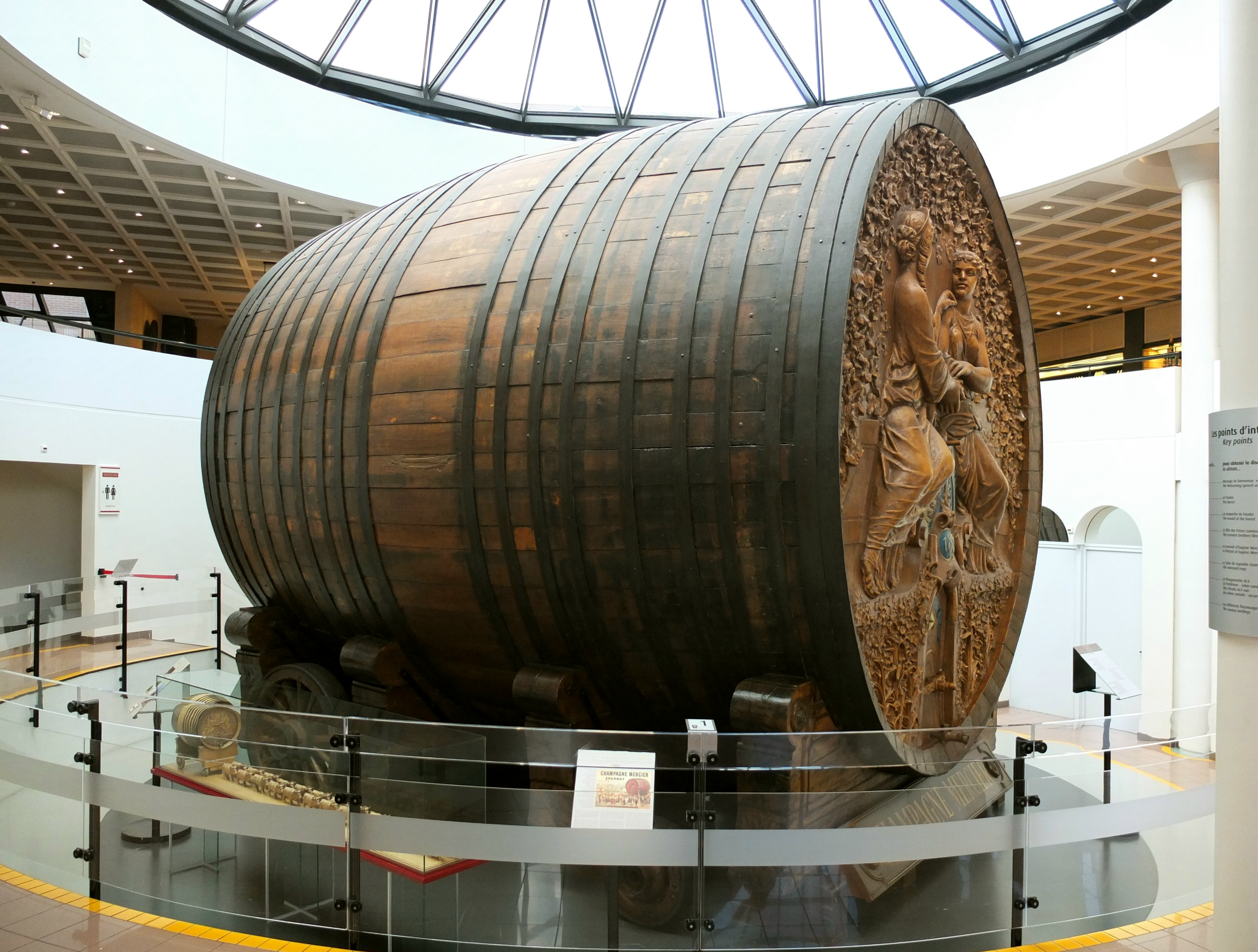
Le foudre sculpté par Gustave Navlet
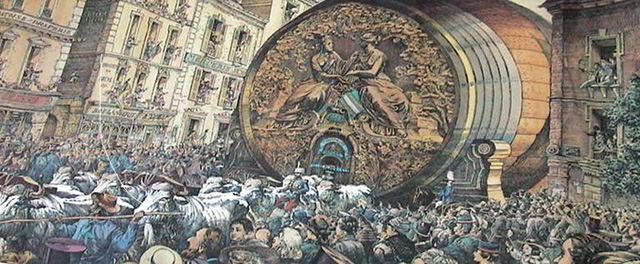
Arrivée à Paris, le 7 mai 1889.

## Le tonneau de Thuir
Mais ces records des siècles passés ont largement été dépassés par la technique contemporaine. Aujourd’hui le record de la plus grande cuve du monde appartient à la maison Byrrh, à Thuir, dans les Pyrénées Orientales, avec une contenance de 10 002 hectolitres – soit plus d’un million de litres – Ce géant, construit par la société française de tonnellerie Marchive-Fruhinsholz, , a une hauteur de 10 m, pour un diamètre de base de 12,46 m, celui du haut atteignant 10,48 m. Ses douelles en chêne ont une épaisseur de 16 cm pour le fond et de 14 cm pour les parois. La cuve pèse à vide 110 tonnes et pleine 1100.
Pour résister à la pression, son cerclage a nécessité des rondins d’acier de 4 cm d’épaisseur. Pour rendre compte de la complexité de la tâche, il est à noter que la maison Byrrh passa sa commande en 1935 et réceptionna sa cuve en 1950. Cette gigantesque cuve a une « petite sœur » de 4 205 hectolitres. Sa hauteur est de 7,20 m, avec un diamètre de 9,30 m. Cette dernière cuve pèse 35 tonnes à vide et 455 tonnes quand elle est pleine.

## Autres boissons

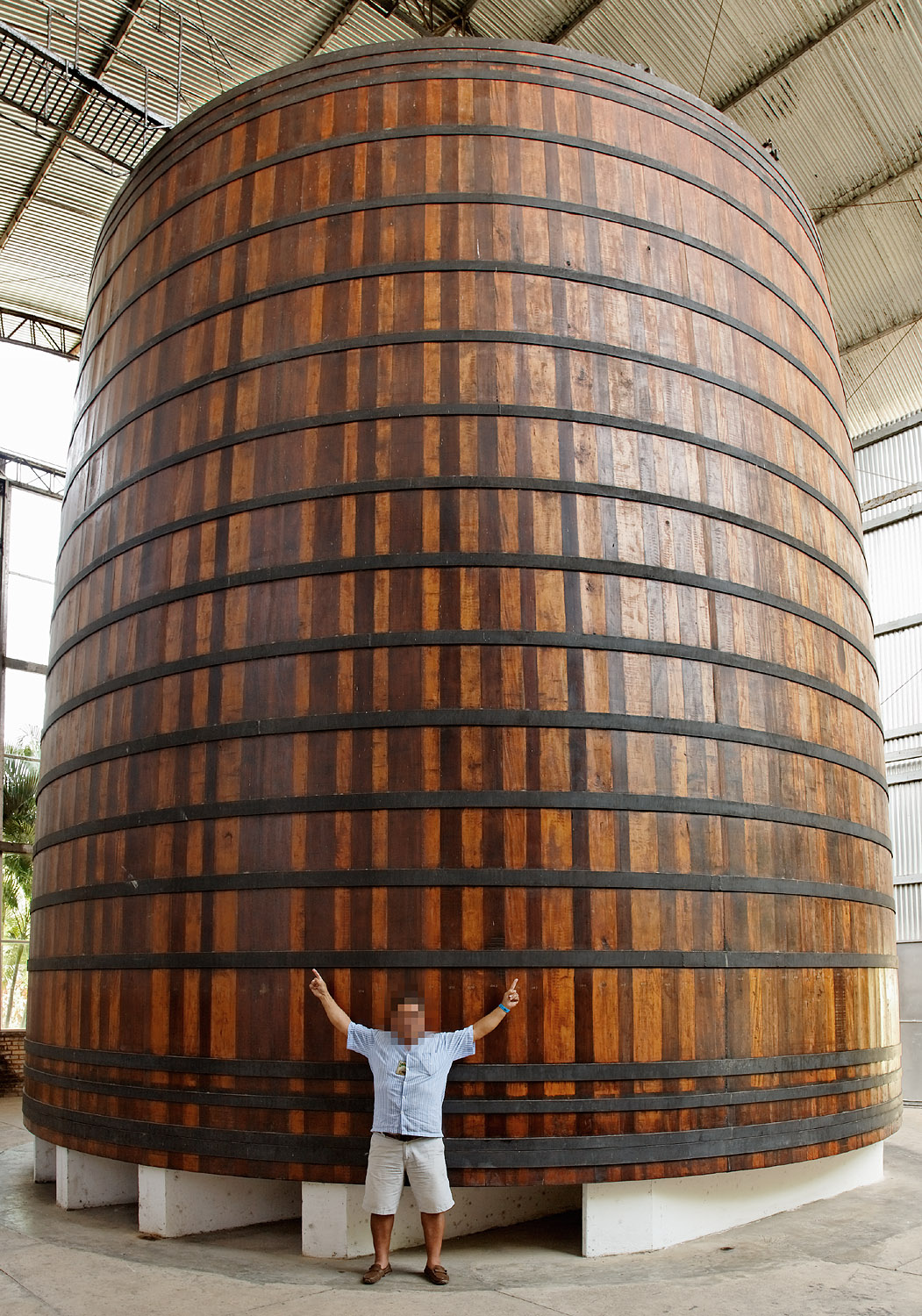
Le tonneau de cachaça Ypióca

En 2002, la distillerie brésilienne Ypióca fait fabriquer le plus grand tonneau de cachaça en bois destiné à devenir une attraction majeure au sein de son Musée de la Cachaça installé dans la maison-mère à Maranguape au Ceará. Son diamètre est de 7,85 m pour une hauteur de 8 m et une capacité de 374 000 l.
Un autre grand tonneau en bois a été fait par Fundokin Soy Co. Ltd, en 2002, pour le brassage de la sauce de soja. Son diamètre est de 9 m pour une hauteur de 9 m et une capacité de 540 000 l. Il se trouve à Usuki, au Japon.